# Rush City
Rush City é uma cidade localizada no estado americano de Minnesota, no Condado de Chisago.

## Demografia
Segundo o censo americano de 2000, a sua população era de 2102 habitantes.
Em 2006, foi estimada uma população de 3035, um aumento de 933 (44.4%).

## Geografia
De acordo com o United States Census Bureau tem uma área de
7,9 km², dos quais 7,9 km² cobertos por terra e 0,0 km² cobertos por água. Rush City localiza-se a aproximadamente 279 m acima do nível do mar.

## Localidades na vizinhança
O diagrama seguinte representa as localidades num raio de 20 km ao redor de Rush City.